# Station Corps-Nuds
Station Corps-Nuds is een spoorweghalte in de Franse gemeente Corps-Nuds. Zij wordt bediend door treinen van het netwerk TER Bretagne op het traject Rennes -  Châteaubriant.